# Camptopoeum warnckei
Camptopoeum warnckei là một loài Hymenoptera trong họ Andrenidae. Loài này được Patiny mô tả khoa học năm 1999.